# Kanadská hymna
Hymna Kanady je vlastenecká píseň O Canada! (česky Kanado!). Píseň nahradila skladbu God Save the Queen, která je od té doby pouze královskou hymnou Kanady.
Hudbu složil v roce 1880 Calixa Lavallée, autorem textu ve francouzštině byl Adolphe-Basile Routhier. Poprvé se píseň hrála na oslavách svatého Jana Křtitele v Québecu 24. června 1880. Oficiálně přijatý překlad[zdroj⁠?!] do angličtiny vytvořil v roce 1908 Robert Stanley Weir. Později vznikly také texty v jazycích původních obyvatel. Melodie i slova jsou podle zákona volným dílem.
O Canada! se používá jako státní symbol od roku 1939, oficiálně byla přijata u příležitosti Dne Kanady 1. července 1980.
Od osmdesátých let dvacátého století feministické organizace kritizovaly znění druhého verše anglické verze „Láska pravého vlastence vede všechny tvé syny“ („True patriot love in all thy sons command“) jako přezíravé vůči ženám. V hnutí za nový text se výrazně angažovala spisovatelka Margaret Atwoodová. V roce 2018 schválil kanadský parlament změnu textu na podobu „Láska pravého vlastence vede všechny z nás“ („True patriot love in all of us command“). Změnu hymny dodatečně potvrdil royal assent.
Torontský radní Howard Moscoe také navrhl odstranění formulace „rodná země“ („native land“) jako diskriminující vůči občanům, kteří se narodili mimo kanadské území.

## Text hymny a překlad
| Anglický text | Překlad |
| --- | --- |
| O Canada! O Canada! Our home and native land! True patriot love in all of us command. With glowing hearts we see thee rise, The True North strong and free! From far and wide, O Canada, We stand on guard for thee. God keep our land glorious and free! O Canada, we stand on guard for thee; O Canada, we stand on guard for thee. | Kanado! Kanado! Náš domove a rodná zemi! Láska pravého vlastence nás všechny vede . S planoucími srdci sledujeme tvůj růst, pravý Severe, silný a svobodný. Široko daleko, Kanado, stojíme na stráži tvé. Bože, zachovej naši zemi slavnou a svobodnou! Kanado, stojíme na stráži tvé; Kanado, stojíme na stráži tvé. |

| Francouzský text | Překlad |
| --- | --- |
| Ô Canada! Ô Canada! Terre de nos aïeux, Ton front est ceint de fleurons glorieux! Car ton bras sait porter l'épée, Il sait porter la croix! Ton histoire est une épopée Des plus brillants exploits. Et ta valeur, de foi trempée, Protégera nos foyers et nos droits; Protégera nos foyers et nos droits. | Kanado! Kanado! Zemi našich předků, Tvé čelo je ozdobeno věncem slávy! Neboť tvá ruka umí nést meč, a umí nosit kříž! Tvá historie je epos vyprávějící o vynikajících činech. A tvá odvaha, vírou prostoupená, bude bránit naše domovy a naše práva; bude bránit naše domovy a naše práva. |

| Text v jazyce Inuktitut | Transliterace |
| --- | --- |
| ᐆ ᑲᓇᑕ! ᐆ ᑲᓇᑕ! ᓇᖕᒥᓂ ᓄᓇᕗᑦ! ᐱᖁᔭᑏ ᓇᓚᑦᑎᐊᖅᐸᕗᑦ. ᐊᖏᒡᓕᕙᓪᓕᐊᔪᑎ, ᓴᙱᔪᓗᑎᓪᓗ. ᓇᖏᖅᐳᒍ, ᐆ ᑲᓇᑕ, ᒥᐊᓂᕆᑉᓗᑎ. ᐆ ᑲᓇᑕ! ᓄᓇᑦᓯᐊ! ᓇᖏᖅᐳᒍ ᒥᐊᓂᕆᑉᓗᑎ, ᐆ ᑲᓇᑕ, ᓴᓚᒋᔭᐅᖁᓇ! | Uu Kanata! Uu Kanata! Nangmini nunavut! Piqujatii nalattiaqpavut. Angiglivalliajuti, Sanngijulutillu. Nangiqpugu, Uu Kanata Mianiripluti. Uu Kanata! nunatsia! Nangiqpugu mianiripluti, Uu Kanata, salagijauquna! |